# Ministre sans portefeuille
 (juin 2019).
Si vous disposez d'ouvrages ou d'articles de référence ou si vous connaissez des sites web de qualité traitant du thème abordé ici, merci de compléter l'article en donnant les références utiles à sa vérifiabilité et en les liant à la section « Notes et références ».
Le ministre sans portefeuille est le ministre d'un gouvernement qui n'est responsable d'aucun ministère. Ce poste, qui est un membre à part entière du Conseil des ministres mais ne supervise aucun ministère spécifique, est courant dans les pays gouvernés par un gouvernement de coalition.
En revanche, il s'agit d'un poste inhabituel dans les systèmes où l'exécutif n'est pas composé d'une coalition de partis et dans les républiques présidentielles, comme les États-Unis.

## Ministres sans portefeuille par pays

### Europe du Nord
Aux Pays-Bas, en Finlande ou en Suède, la loi limite le nombre de départements ministériels mais pas le nombre de ministres. Cela conduit à ce que plusieurs ministres partagent la même administration. Ainsi, en Finlande, le ministre de l'intérieur et le ministre des collectivités locales disposent tous deux du ministère de l'intérieur.

### Allemagne

#### République de Weimar
Cabinet Scheidemann
- Eduard David
- Matthias Erzberger
- Georg Gothein

Cabinet Bauer
- Eduard David

Cabinet Müller I
- Eduard David

Cabinet Brüning I
- Gottfried Treviranus

Cabinet Brüning II
- Hans Schlange-Schöningen

Cabinet Papen
- Franz Bracht
- Johannes Popitz

Cabinet Schleicher
- Johannes Popitz

#### Troisième Reich
Cabinet Hitler
- Rudolf Hess
- Hans Frank
- Wilhelm Frick
- Hermann Göring
- Hanns Kerrl
- Hans Lammers
- Otto Meissner
- Ernst Röhm
- Hjalmar Schacht
- Arthur Seyss-Inquart

#### République démocratique allemande
Cabinet Modrow (1989-1990)
- Tatjana Böhm
- Rainer Eppelmann
- Sebastian Pflugbeil
- Gerd Poppe
- Walter Romberg
- Klaus Schlüter
- Wolfgang Ullmann
- Matthias Platzeck

### Australie
gouvernement Barton (1901-1903)
Le premier gouvernement fédéral australien s'assure que les six États de l'Australie y soient représentés. Ainsi les Tasmaniens Elliott Lewis (1901) puis Philip Fysh (1901-1903) y sont faits successivement ministre sans portefeuille pour représenter leur État.
gouvernement Fisher II (1910-1913)
- Edward Findley (1910-1913), chargé de fait des affaires intérieures et des Postes au Sénat
- Charlie Frazer (1910-1911)
- Ernest Roberts (1911-1913), chargé de fait de la politique de défense à la Chambre des représentants

### Canada
- Jean Marchand (1975-1976)
- Jean-Pierre Côté
- Jim Carr (2021-2022)

[réf. souhaitée]

### France
Dans certains gouvernements, un ministre délégué ou un secrétaire d’État peut être nommé sans attributions particulières, dans l’intitulé de son portefeuille ou selon les décrets de ses attributions, mais connaît de « toutes les affaires que lui confie le [ministre], auprès duquel [il] est délégué ». Cette pratique est apparue en 1946 avec André Malraux, puis revient en 2009, et est poursuivie dans les quinquennats suivants.

### Inde
- Natwar Singh [réf. souhaitée]

### Irak
- Naziha al-Dulaimi, ministre d'État sans portefeuille en 1960.

### Iran
- Mahnaz Afkhami, ministre sans portefeuille chargée des Affaires des femmes (1975-1978).

### Irlande
- Eamonn Duggan (1922)
- Finian Lynch (1922)
- Erskine Hamilton Childers (1959)
- Michael O'Kennedy (1972-1973)
- Martin O'Donoghue (1977)

### Israël
Il s'agit d'une pratique courante en Israël de rémunérer des ministres sans portefeuille à la suite des négociations politiques de coalition. [réf. souhaitée] Tous les cabinets des dernières années avaient plusieurs ministres dans ce cas. [réf. souhaitée] Voici la liste complète des ministres sans portefeuille depuis 1949 : [réf. souhaitée]
- Yosef Almogi (1961-1962)
- Shulamit Aloni (1974, 1993)
- Yehuda Amital (1995-1996)
- Shaul Amor (1999)
- Zalman Aran (1954-1955)
- Moshe Arens (1984-1986, 1987-1988)
- Ruhama Avraham (2007-2008)
- Ami Ayalon (2007-2008)
- Yisrael Barzilai (1969-1970)
- Benny Begin (2009)
- Menahem Begin (1967-1970)
- Mordechai Ben-Porat (1982-1984)
- Yosef Burg (1984)
- Eitan Cabel (2006-2007)
- Ra'anan Cohen (2001-2002)
- Yitzhak Cohen (2006-2008)
- Aryé Dery (1983)
- Aryeh Dolchin (1969-1970)
- Sarah Doron (1983-1984)
- Abba Eban (1959-60)
- Rafael Edri (1988-1990)
- Yaakov Edri (2006-2007)
- Effi Eitam (2002)
- Yisrael Galil (1966-1967, 1969-1977)
- Akiva Govrin (1963-1964)
- Mordechai Gur (1988-1990)
- Gideon Hausner (1974-1977)
- Yigal Hurvitz (1984-1988)
- Haim Landau (1978-1979)
- Pinhas Lavon (1952-1954)
- David Levy (2002)
- Yitzhak Levy (2002)
- Tzipi Livni (2001-2002)
- David Magen (1990)
- Ghaleb Majadleh (2007)
- Dan Meridor (2001-2003)
- Yitzhak Moda'i (1981-1982, 1986-1988)
- Peretz Naftali (1951-1952, 1955-1959)
- Meshulam Nahari (2006)
- Dan Naveh (2001-03)
- Moshe Nissim (1978-1980, 1988-1990)
- Ehud Olmert (1988-1990)
- Yossi Peled (2009)
- Shimon Peres (1969)
- Yitzhak Peretz (1984, 1987-1988)
- Haïm Ramon (2005)
- Pinchas Sapir (1968-1969)
- Yosef Sapir (1967-1969)
- Avner Shaki (1988-1990)
- Yosef Shapira (1984-1988)
- Ariel Sharon (1983-1984)
- Victor Shem-Tov (1969-1970)
- Salah Tarif (2001-2002)
- Ezer Weizman (1984-1988)
- Dov Yosef (1952-1953)
- Rehavam Zeevi (1991-1992)

### Italie
Dans le gouvernement italien, les ministres sans portefeuille sont nommés par le président du Conseil des ministres (Premier ministre) et officiellement nommés par le président de la République pour diriger des départements particuliers relevant directement de la présidence (ou du présidium) du Conseil des ministres. Contrairement à la fonction de sous-secrétaire d'État à la présidence, qui remplit des fonctions relevant de la compétence du Premier ministre, les ministres sans portefeuille jouissent du plein statut de ministre mais ne dirigent pas un ministère indépendant. Les départements de l'égalité des chances, des affaires européennes et des relations avec les régions, par exemple, sont généralement dirigés par des ministres sans portefeuille.

### Lituanie
- Jokūbas Vygodskis
- Juozapas Voronko
- Aleksandras Abišala (1991-1992)
- Algimantas Matulevičius (1992-1993)
- Leonas Kadžiulis (1992)
- Stasys Kropas (1992)
- Gediminas Šerkšnys (1992)

### Royaume-Uni
- William Cavendish-Bentinck (1805-1806)
- William Wentworth-Fitzwilliam (1806-1807)
- John Jeffreys Pratt (1812)
- Henry Phipps (1819-1820)
- Henry Petty-FitzMaurice (avril-juillet 1827 et 1852-1858)
- William Henry Cavendish-Scott-Bentinck (juillet-septembre 1827)
- George Howard (1830-1834)
- Arthur Wellesley de Wellington (1841-1846)
- John Russell (1853-1854)
- Spencer Horatio Walpole (1867-1868)
- Michael Hicks Beach (1887-1888)
- Henry Petty-Fitzmaurice (1915-1916)
- Arthur Henderson (1916-1917)
- Alfred Milner (1916-1918)
- Jan Smuts (1917-1919)
- Edward Carson (1917-1919)
- George Nicoll Barnes (1917-1920)
- Eric Geddes (janvier-octobre 1919)
- Laming Worthington-Evans (1920-1921)
- Christopher Addison (1921-1922)
- Anthony Eden (juin-décembre 1935)
- Eustace Percy (1935-1936)
- Leslie Burgin (avril-juillet 1939)
- Maurice Hankey (1939-1940)
- Arthur Greenwood (1940-1942)
- William Jowitt (1942-1944)
- A. V. Alexander (octobre-décembre 1946)
- Arthur Greenwood (avril-septembre 1947)
- Vicomte Mills (1961-1962)
- William Francis Deedes (1962-1964)
- Peter Alexander Rupert Carington (1963-1964)
- George Morgan Thomson (1968-1969)
- David Ivor Young (1984-1985)
- Jeremy Hanley (1994-1995)
- Brian Mawhinney (1995-1997)
- Peter Mandelson (1997-1998)
- Charles Clarke (2001-2002)
- John Reid (2002-2003)
- Ian McCartney (2003-2006)
- Hazel Blears (2006–2007)
- Sayeeda Warsi (2010–2012)
- Kenneth Clarke (2012-2018)
- Grant Shapps (2012-2018)
- Brandon Lewis (2018-2019)
- James Cleverly (2019-2020)
- Amanda Milling (2020-2021)
- Oliver Dowden (2021-2022)
- Andrew Stephenson (2022)
- Jake Berry (2022)
- Nadhim Zahawi (2022-2023)
- Greg Hands (depuis 2023)

### Taïwan
- Audrey Tang
- Hu Sheng-cheng
- Lin Yi-fu
- Lin Sheng-fong
- Kuo Yao-chi
- Chen Chi-mai
- Lin Ferng-ching
- Fu Li-yeh

## Dans la fiction
- Dans le roman L'Ours et le Dragon de Tom Clancy, Zhang Han San est un ministre sans portefeuille du gouvernement chinois, au même titre que Fang Gan[réf. souhaitée].